# Fosshageniella glabra
Fosshageniella glabra is een eenoogkreeftjessoort uit de familie van de Misophriidae. De wetenschappelijke naam van de soort is voor het eerst geldig gepubliceerd in 1997 door Jaume & Boxshall.